# Tribute (Right On)
Tribute (Right On) is de debuutsingle van The Pasadenas uit 1988. Het is afkomstig van hun debuutalbum To Whom It May Concern.

## Achtergrond
De muziek van Tribute (Right On) is een eerbetoon aan de muziek van de jaren 50, 60 en 70 van voornamelijk Motown Records. Het was de eerste en de succesvolste van de vijf singles die van The Pasadenas in Nederland.
De plaat werd hoofdzakelijk een hit in Europa, waar in thuisland het Verenigd Koninkrijk de vijfde positie in de UK Singles Chart werd bereikt. In de Verenigde Staten en Nieuw-Zeeland was de plaat minder succesvol met respectievelijk een 52e en een 45e positie in de hitlijsten.
In Nederland was de plaat op 15 juli 1988 de Alarmschijf en werd een hit. Het bereikte de nummer 1-positie in zowel de Nederlandse Top 40 als de Nationale Hitparade Top 100. In Vlaanderen bereikte de single eveneens de nummer 1-positie in zowel een voorloper van de Ultratop 50 als de Radio 2 Top 30.

## Hitnoteringen

### Nederlandse Top 40
| Hitnotering: 23-07-1988 t/m 08-10-1988 | Hitnotering: 23-07-1988 t/m 08-10-1988 | Hitnotering: 23-07-1988 t/m 08-10-1988 | Hitnotering: 23-07-1988 t/m 08-10-1988 | Hitnotering: 23-07-1988 t/m 08-10-1988 | Hitnotering: 23-07-1988 t/m 08-10-1988 | Hitnotering: 23-07-1988 t/m 08-10-1988 | Hitnotering: 23-07-1988 t/m 08-10-1988 | Hitnotering: 23-07-1988 t/m 08-10-1988 | Hitnotering: 23-07-1988 t/m 08-10-1988 | Hitnotering: 23-07-1988 t/m 08-10-1988 | Hitnotering: 23-07-1988 t/m 08-10-1988 | Hitnotering: 23-07-1988 t/m 08-10-1988 | Hitnotering: 23-07-1988 t/m 08-10-1988 |
| Week                                   | 1                                      | 2                                      | 3                                      | 4                                      | 5                                      | 6                                      | 7                                      | 8                                      | 9                                      | 10                                     | 11                                     | 12                                     |                                        |
| -------------------------------------- | -------------------------------------- | -------------------------------------- | -------------------------------------- | -------------------------------------- | -------------------------------------- | -------------------------------------- | -------------------------------------- | -------------------------------------- | -------------------------------------- | -------------------------------------- | -------------------------------------- | -------------------------------------- | -------------------------------------- |
| Nummer                                 | 20                                     | 8                                      | 3                                      | 1                                      | 1                                      | 1                                      | 1                                      | 3                                      | 6                                      | 12                                     | 20                                     | 37                                     | uit                                    |

### Nationale Hitparade Top 100
| Hitnotering: 16-07-1988 t/m 28-10-1988 | Hitnotering: 16-07-1988 t/m 28-10-1988 | Hitnotering: 16-07-1988 t/m 28-10-1988 | Hitnotering: 16-07-1988 t/m 28-10-1988 | Hitnotering: 16-07-1988 t/m 28-10-1988 | Hitnotering: 16-07-1988 t/m 28-10-1988 | Hitnotering: 16-07-1988 t/m 28-10-1988 | Hitnotering: 16-07-1988 t/m 28-10-1988 | Hitnotering: 16-07-1988 t/m 28-10-1988 | Hitnotering: 16-07-1988 t/m 28-10-1988 | Hitnotering: 16-07-1988 t/m 28-10-1988 | Hitnotering: 16-07-1988 t/m 28-10-1988 | Hitnotering: 16-07-1988 t/m 28-10-1988 | Hitnotering: 16-07-1988 t/m 28-10-1988 | Hitnotering: 16-07-1988 t/m 28-10-1988 | Hitnotering: 16-07-1988 t/m 28-10-1988 | Hitnotering: 16-07-1988 t/m 28-10-1988 |
| Week                                   | 1                                      | 2                                      | 3                                      | 4                                      | 5                                      | 6                                      | 7                                      | 8                                      | 9                                      | 10                                     | 11                                     | 12                                     | 13                                     | 14                                     | 15                                     |                                        |
| -------------------------------------- | -------------------------------------- | -------------------------------------- | -------------------------------------- | -------------------------------------- | -------------------------------------- | -------------------------------------- | -------------------------------------- | -------------------------------------- | -------------------------------------- | -------------------------------------- | -------------------------------------- | -------------------------------------- | -------------------------------------- | -------------------------------------- | -------------------------------------- | -------------------------------------- |
| Nummer                                 | 73                                     | 29                                     | 7                                      | 3                                      | 1                                      | 1                                      | 1                                      | 1                                      | 1                                      | 6                                      | 11                                     | 15                                     | 21                                     | 42                                     | 65                                     | uit                                    |

### VlaamseRadio 2 Top 30
| Hitnotering: 06-08-1988 t/m 14-10-1988 | Hitnotering: 06-08-1988 t/m 14-10-1988 | Hitnotering: 06-08-1988 t/m 14-10-1988 | Hitnotering: 06-08-1988 t/m 14-10-1988 | Hitnotering: 06-08-1988 t/m 14-10-1988 | Hitnotering: 06-08-1988 t/m 14-10-1988 | Hitnotering: 06-08-1988 t/m 14-10-1988 | Hitnotering: 06-08-1988 t/m 14-10-1988 | Hitnotering: 06-08-1988 t/m 14-10-1988 | Hitnotering: 06-08-1988 t/m 14-10-1988 | Hitnotering: 06-08-1988 t/m 14-10-1988 | Hitnotering: 06-08-1988 t/m 14-10-1988 |
| Week                                   | 1                                      | 2                                      | 3                                      | 4                                      | 5                                      | 6                                      | 7                                      | 8                                      | 9                                      | 10                                     |                                        |
| -------------------------------------- | -------------------------------------- | -------------------------------------- | -------------------------------------- | -------------------------------------- | -------------------------------------- | -------------------------------------- | -------------------------------------- | -------------------------------------- | -------------------------------------- | -------------------------------------- | -------------------------------------- |
| Nummer                                 | 10                                     | 4                                      | 4                                      | 1                                      | 1                                      | 1                                      | 2                                      | 4                                      | 7                                      | 23                                     | uit                                    |

### VlaamseUltratop 50
| Hitnotering: 30-07-1988 t/m 21-10-1988 | Hitnotering: 30-07-1988 t/m 21-10-1988 | Hitnotering: 30-07-1988 t/m 21-10-1988 | Hitnotering: 30-07-1988 t/m 21-10-1988 | Hitnotering: 30-07-1988 t/m 21-10-1988 | Hitnotering: 30-07-1988 t/m 21-10-1988 | Hitnotering: 30-07-1988 t/m 21-10-1988 | Hitnotering: 30-07-1988 t/m 21-10-1988 | Hitnotering: 30-07-1988 t/m 21-10-1988 | Hitnotering: 30-07-1988 t/m 21-10-1988 | Hitnotering: 30-07-1988 t/m 21-10-1988 | Hitnotering: 30-07-1988 t/m 21-10-1988 | Hitnotering: 30-07-1988 t/m 21-10-1988 | Hitnotering: 30-07-1988 t/m 21-10-1988 |
| Week                                   | 1                                      | 2                                      | 3                                      | 4                                      | 5                                      | 6                                      | 7                                      | 8                                      | 9                                      | 10                                     | 11                                     | 12                                     |                                        |
| -------------------------------------- | -------------------------------------- | -------------------------------------- | -------------------------------------- | -------------------------------------- | -------------------------------------- | -------------------------------------- | -------------------------------------- | -------------------------------------- | -------------------------------------- | -------------------------------------- | -------------------------------------- | -------------------------------------- | -------------------------------------- |
| Nummer                                 | 24                                     | 12                                     | 6                                      | 2                                      | 1                                      | 1                                      | 1                                      | 2                                      | 3                                      | 5                                      | 16                                     | 31                                     | uit                                    |

### NPO Radio 2 Top 2000
Tribute (Right On) stond alleen in 2000 in de NPO Radio 2 Top 2000, op plek 1869.